# Why Does It Hurt So Bad
Singles de Whitney Houston
Count on Me
(1996) I Believe in You and Me
(1996)
Pistes de Waiting to Exhale: Original Soundtrack Album
Exhale (Shoop Shoop) Let It Flow
Why Does It Hurt So Bad est une chanson de l'artiste américaine Whitney Houston pour la bande originale du film Où sont les hommes ?. Elle sort en single le 22 juillet 1996 sous le label Arista, il est le septième et dernier single de la bande originale du film. La chanson a été écrite et produite par Babyface. Il s'agit d'une ballade R'n'B qui parle d'une lamentation au sujet d'une histoire de cœur.
La chanson reçoit, pour la plupart, des critiques positives qui apprécient l'effort vocal de Whitney Houston. Aux États-Unis, il se classe à la 26e position du Billboard Hot 100 et à la 22e du classement Hot R&B/Hip-Hop Songs et la sixième de l'Adult Contemporary. Au Canada, elle atteint la 45e position. L'interprétation de la chanson aux MTV Movie Awards de 1996 sert de clip promotionnel. Elle l'interprète plus tard en medley lors du My Love Is Your Love World Tour avec quelques autres chansons.

## Genèse
En 1995, Houston figure dans le film Où sont les hommes ? de Forest Whitaker. Même si Houston n'avait pas l'intention de participer à la bande originale, elle change d'avis quand Whitaker demande à Babyface d'en faire une. Houston et Babyface enregistrent donc des chansons pour l'album avec d'autres chanteurs Afro-Américains. La chanson est l'une des dernières productions de l'album. Why Does It Hurt So Bad est d'abord écrite par Babyface et Houston deux ans avant la sortie de Où sont les hommes ? mais Houston avait refusé d'enregistrer cette chanson. « Je n'étais pas d'humeur à chanter ce pourquoi cela fait si mal » dit Houston. Deux ans plus tard, selon Chris Willman d'Entertainment Weekly, les émotions du film ont convergé avec la vraie vie de Whitney Houston et de son mariage tumultueux avec Bobby Brown. Je suis maintenant prête à ne pas chanter que les joies de la vie mais aussi les malheurs ajoute Houston.

## Structure musicale
Why Does It Hurt So Bad est une ballade R'n'B. La chanson est écrite et produite par Kenneth Brian Edmonds, plus connu sous le nom de Babyface. Selon la publication musicale The Greatest Hits sur Sheetmusicplus.com, la chanson se situe dans une tonalité de si majeur, et son tempo est de 69 pulsations par minute. Elle se situe dans une signature rythmique commune 4/4 avec une progression d'accords Si/Mi, Mim, Dom et Sol7. La voix de Houston s'étend des notes Lam7 à Ré5. Selon Stephen Holden de The New York Times, la chanson est une « complainte amoureuse avec une touche réaliste ». Il remarque qu'à travers les couplets, la chanteuse se félicite elle-même pour avoir rompu avec un petit ami abusif et admet qu'elle est toujours amoureuse.

## Critiques et ventes
La chanson reçoit plusieurs critiques positives. Selon Craig Lytle d'AllMusic, la voix de Houston « navigue » à travers la chanson. Christopher John Farley de Time commente que Houston se « maintient fermement sa position » avec une « maîtrise de la pop, zip et mélancolie soul ». Steve Knopper de Newsday dit : « la chanson est morose et la chanteuse, également protagoniste dans le film, ne devrait pas se sentir obliger d'effectuer des prouesses vocales à chaque fois ». Un journaliste du Boston Herald pense que la chanson a été sous-estimée. De façon similaire, Larry Flick de Billboard dit que le single aurait dû sortir juste après Exhale (Shoop Shoop). « Avec la collaboration de Babyface, Houston est positivement radieuse dans sa ballade, se produisant avec un mélange parfait de mélodrame théâtral et de soul gutturale », ajoute-t-il. Deborah Wilker du journal South Florida Sun-Sentinel a un avis plutôt mitigé dans sa critique si bien qu'elle estime que la chanson était « une suite prévisible » d'Exhale (Shoop Shoop). Mais Nick Krewen de The Spectator est moins enthousiaste et dit : « les deux tubes Exhale (Shoop Shoop) et Why Does It Hurt So Bad n'offre pas quelque chose de nouveau ». Similairement, Cary Darling de Rome News-Tribune donne une critique négative. Elle pense que « la ballade Why Does It Hurt So Bad est un standard ». En faisant une critique de la compilation Whitney: The Greatest Hits (2000), Christine Galera du Orlando Sentinel exprime également son aversion pour la chanson en déclarant que des chansons de Waiting to Exhale comme Exhale (Shoop Shoop) et Why Does It Hurt So Bad sont trop joyeuses.
Why Does It Hurt So Bad est le septième et dernier single de la bande originale Waiting to Exhale: Original Soundtrack Album et débute à la 60e place du Billboard Hot 100 le 3 août 1996. La même semaine, elle arrive à la 34e position du Hot R&B/Hip-Hop Singles. Elle atteint plus tard la 26e place du Hot 100 et la 22e du R&B/Hip-Hop Singles. Elle est également située au sixième rang de l'Adult Contemporary et le 39e de l'Adult Pop Songs. Au Canada, la chanson démarre à la 98e position du classement RPM le 22 juillet 1996. Le 15 septembre, elle atteint la 45e place.

## Clip promotionnel et interprétations scéniques
La chanson n'est pas accompagnée d'un clip officiel, mais Houston interprète le morceau lors des MTV Movie Awards de 1996 aux Walt Disney Studios Burbank et interprète Why Does It Hurt So Bad. L'enregistrement de cette prestation est dirigé par Bruce Gowers et est utilisée plus tard comme un clip promotionnel. On peut voir Whitney Houston assise sur une chaise, avec une robe blanche.
Houston interprète la chanson lors du My Love Is Your Love World Tour en 1999. Elle est combinée avec I Believe in You and Me, It Hurts Like Hell d'Aretha Franklin et I Will Always Love You dans le Movie Medley. Cette prestation est filmée à Sopot et diffusée sur la chaîne TVP 1.

## Versions
É.U. CD Version 1 
1. Why Does It Hurt So Bad [Version album] – 4:37
2. I Wanna Dance With Somebody (Who Loves Me) [Junior's Happy Hand Bag Mix] – 9:02

É.U. CD Version 2 
1. Why Does It Hurt So Bad [Version album] – 4:37
2. Why Does It Hurt So Bad [Direct des MTV Movie Awards en 1996] – 5:34
3. I Wanna Dance With Somebody (Who Loves Me) [Junior's Happy Hand Bag Mix] – 9:02
4. I Wanna Dance With Somebody (Who Loves Me) [Junior's X-Beat Dub] – 8:05

## Crédits
Crédits issu du CD
Why Does It Hurt So Bad
- Brad Gilderman : Enregistrement vocal
- Babyface : auteur, producteur, chœurs
- Whitney Houston : chant, chœurs
- Jon Gass : mixeur
- Kevon Edmonds : chœurs
- Marc Nelson : chœurs

Why Does It Hurt So Bad (Direct)
- Babyface : auteur
- Rickey Minor : producteur
- Whitney Houston : chant, producteur
- Bill Schnee : mixeur
- John Hendrickson : assistant mixeur

## Classements
| Pays                             | Meilleure position |
| -------------------------------- | ------------------ |
| Australie                        | 99                 |
| Canada                           | 45                 |
| États-Unis Billboard Hot 100     | 26                 |
| États-Unis Hot R&B/Hip-Hop Songs | 22                 |
| États-Unis Adult Contemporary    | 6                  |
| États-Unis Adult Pop Songs       | 39                 |